# San Vicente de la Cabeza
San Vicente de la Cabeza es un municipio y localidad española de la provincia de Zamora en la comunidad autónoma de Castilla y León.

## Geografía
Se encuentra ubicado en la comarca de Aliste, al oeste de la provincia de Zamora y cerca de la frontera con Portugal. El municipio está formado por el territorio correspondiente a los términos de Bercianos de Aliste, Campogrande de Aliste, Palazuelo de las Cuevas y San Vicente de la Cabeza.

### Naturaleza
San Vicente de la Cabeza forma parte de la reserva de la biosfera transfronteriza Meseta Ibérica, declarada el 9 de junio de 2015 por la Unesco.

### Hidrografía
Destaca la ribera del río Aliste, canalizado a su paso por el pueblo para dotarle de mayor profundidad. En dicha ribera de anchas praderas y cultivos de huerta se encuentran en dirección a Palazuelo tres molinos harineros de los cuales está restaurado el más lejano, llamado la molinera o molino de los ratones, en la parte baja dirección Bercianos se encuentra otro en estado de ruina llamado molino la raya. También son reseñables las cuevas y pozos de origen prerromano en las laderas junto a la vega del río Aliste en las que se ha demostrado junto con el pueblo de Palazuelo de las Cuevas se sacaba variscita para la realización de collares.

## Historia
San Vicente de la Cabeza cuenta con un camino conocido por su vecinos como "camino de los moros" que cumple con las características de ser la antigua calzada romana que comunicaba «Curunda» (Rabanales) con el «castro de Palazuelo» a las orillas del río Aliste el cual cruzaba con dirección a la zona de Camarzana, a través de la sierra por Sarracín. En dichas épocas esta zona ya estuvo habitada por los zoelas tribus pertenecientes al pueblo astur que posteriormente fueron romanizados, como prueba la estela romana que se encuentra en la parte superior exterior del ábside de la iglesia.
Fue uno de los territorios reconquistados por el Reino de León, en el que se integró, por lo que se vio afectado por el proceso repoblador que emprendieron sus monarcas. Además sufrió los conflictos bélicos que surgieron entre los reinos leonés y portugués tras la independencia de este último en 1143, ocasionados como consecuencia de las disputas por el control de determinados territorios fronterizos, entre los que estaban los de la comarca de Aliste y que se zanjaron con el Tratado de Alcañices de 1297.
Ya en la Edad Contemporánea, con la creación de las actuales provincias en 1833, San Vicente de la Cabeza fue adscrito a la provincia de Zamora, dentro de la Región Leonesa, la cual, como todas las regiones españolas de la época, carecía de competencias administrativas. En 1834 se integró en el partido judicial de Alcañices y en torno a 1850, el municipio de San Vicente de la Cabeza tomó su actual extensión territorial, al integrar en su término las localidades de Bercianos de Aliste, Campogrande de Aliste y Palazuelo de las Cuevas.
San Vicente de la Cabeza dependió del partido judicial de Alcañices hasta que este fue suprimido en 1983 y sus municipios traspasados para engrosar el partido judicial de Zamora. Tras la constitución de 1978, San Vicente de la Cabeza pasó a formar parte en 1983 de la comunidad autónoma de Castilla y León, en tanto localidad de un municipio integrado en la provincia de Zamora.

## Geografía humana

### Población por núcleos
El municipio se divide en cuatro núcleos de población, que poseían la siguiente población en 2024 según el INE.
| Núcleo de población      | Población |
| ------------------------ | --------- |
| Bercianos de Aliste      | 107       |
| Campogrande de Aliste    | 20        |
| Palazuelo de las Cuevas  | 93        |
| San Vicente de la Cabeza | 104       |

### Demografía
Cuenta con una población de 323 habitantes (INE 2024).
| Gráfica de evolución demográfica de San Vicente de la Cabeza entre 1842 y 2021 |
| |
| Población de derecho según los censos de población del INE Población de hecho según los censos de población del INEEntre el censo de 1857 y el anterior, crece el término del municipio porque incorpora a 495015 (Bercianos de Aliste), 495023 (Campogrande de Aliste) y 495090 (Palazuelo de las Cuevas) |

## Monumentos y lugares de interés
Su casco urbano conserva muestras de su arquitectura tradicional en piedra, siendo sus principales edificios la iglesia parroquial de San Vicente Mártir, de estilo románico sencillo con espadaña baja y ancha en el que contrasta la sencillez de su exterior en la que se encuentra una estela romana en el ábside de dicha construcción y  con la belleza de sus tres retablos uno de los mártires San Fabián San Sebastián de estilo plateresco (el más antiguo)en el que también se encuentra la imagen de San Ramón Nonato y a sus costados otras dos imágenes en peor estado de conservación que no se sabe a quienes representa, otro segundo retablillo de estilo barroco en el que se encuentra en patrón del pueblo San Vicente Mártir y el mayor de estilo neoclásico en el que lo corona la imagen de San Lorenzo Mártir copatrón del pueblo en la parte inferior izquierda se encuentra una imagen de la Virgen María con el niño Jesús en brazos una talla de madera policromada de estilo barroco  y en la parte inferior derecha se encuentra San José barroco en cuanto a orfebrería posee dos candeleros góticos además la reliquia de la cabeza de San Vicente Mártir la cual tenía te una gran creencia puesto se dice que era protectora de la rabia y la viruela por lo cual asistía amplia gente de la comarca de aliste y del vecino Portugal trayendo consigo pan para bendecirlo y poderlo guardar como método de cura en animales y personas.En el catastro de ensenada señalizado en el siglo XVII se descubrió que dicho santo poseía gran cantidad de posesiones así como un ganado de ovejas y castrones y posesión de terrenos los cuales alquilaba dicha cofradía. Y hay constancia en dichos documentos que había en el pueblo otra cofradía dedicada a los mártires san Fabián y san Sebastián.

## Cultura

### Fiestas
Celebran la festividad de San Lorenzo, el día 10 de agosto. El 11 de agosto tiene lugar en San Vicente una de las mascaradas de invierno de la provincia de Zamora, la del Atenazador, al estilo más típico de las mascaradas alistanas. Antiguamente celebrada el día de San Pedro 29 de junio por los mozos del pueblo por la mañana dichos mozos limpiaban todas las fuentes del pueblo las del casco urbano así como las del campo ya que se aproximaba el tiempo de siega y el verano y hacían falta y a eso del toque de la vacada cuando se echaban las vacas de todo el pueblo a la ribera sobre las siete de la tarde, salían los atenazadores corriendo detrás de los niños y jóvenes, la filandorra echando cenizas a la gente y detrás el novio y la novia bailando en cada puerta en la que los vecinos daban limosna al son de los gaiteros principalmente gaita y tamboril y cerrando la comitiva los pobres mozos vestidos de tal personajes andrajosos y viejos pidiendo más limosnas a todos los presentes.